# Ivy Dumont
Ivy Dumont, född 1930, var generalguvernör i Bahamas 2002-2005.